# Milton Santos (Geograph)

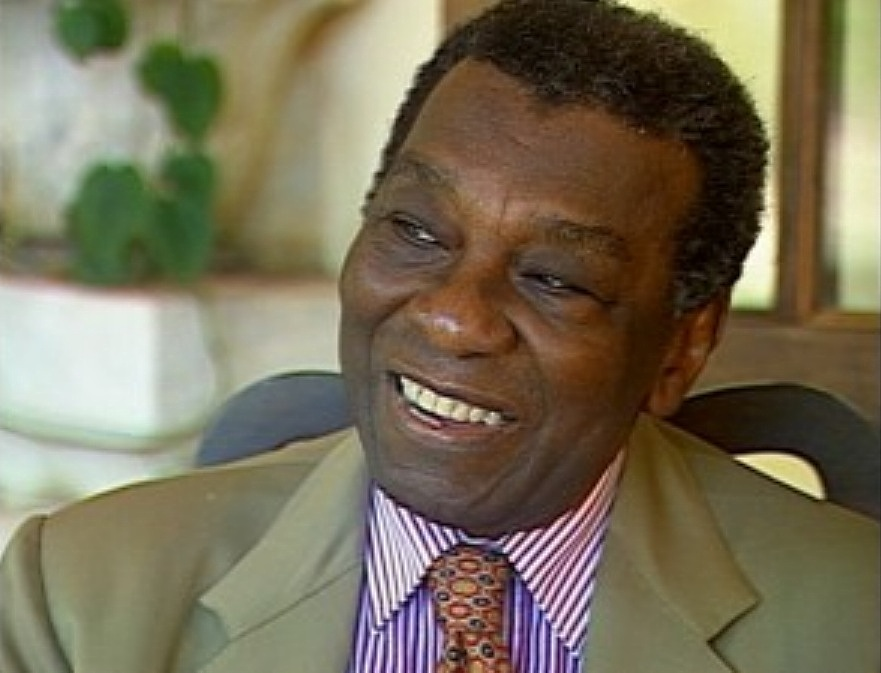
Milton Santos

Milton Almeida dos Santos (* 3. Mai 1926 in Brotas de Macaúbas; † 24. Juni 2001 in São Paulo) war ein brasilianischer Geograph.
1958 promovierte er an der Universität Straßburg mit der Dissertation O Centro da cidade do Salvador. Estudo de geografia urbana („Das Zentrum der Stadt Salvador. Eine stadtgeographische Studie“).
Als sein wichtigstes Werk gilt O espaço dividido („Der geteilte Raum“).

## Schriften
- O Centro da cidade do Salvador. Estudo de geografia urbana. Dissertation. Universidade de Strasbourg. Prefácio de Pinto de Aguiar. Vorwort zur französischen Ausgabe von Pierre Monbeig. Livraria Progresso, 1958, OCLC 460279992.
- L’Espace partagé. Les deux circuits de l’économie urbaine des pays sous-développés. 1975, OCLC 28227657.
- Shared Space. Methuen, 1979, ISBN 0-416-79660-5.
- Espace et méthode. Publisud, 1989, ISBN 2-86600-384-5.
- Pour Une Geographie Nouvelle. Publisud, 1991, ISBN 2-86600-226-1.
- La Nature de l’espace. Technique et temps, raison et émotion. L’Harmattan, 2000, ISBN 2-7384-5432-1.

## Filmografie
- Encontro com Milton Santos. O mundo global visto do lado de cá. Von Sílvio Tendler. Trailer auf youtube.
- Pensamentos transversais. A obra de Milton Santos. Fernando Conceição (Universidade Federal da Bahia) spricht über Milton Santos. Aufzeichnung von Vortrag und Interview, 22. Januar 2009, am Lateinamerika-Institut der Freien Universität Berlin.